# 66e bataillon de tirailleurs sénégalais
Pour les articles homonymes, voir 66e bataillon.
Le 66e bataillon de tirailleurs sénégalais (66e BTS) est un bataillon des troupes coloniales françaises. Il combat sur le front du Nord-Est lors de la Première Guerre mondiale.

## Création et différentes dénominations
- 24 avril 1916 : formation du 66e bataillon de tirailleurs sénégalais à partir du 1er bataillon du 57e régiment d'infanterie coloniale
- 1919 : dissolution

## Historique

### 1916
Le bataillon est formé au camp des évêques (camp Gallieni) à Fréjus le 24 avril 1916 à partir du 1er bataillon (sénégalais) du 57e régiment d'infanterie coloniale, de retour des Dardanelles. Les trois bataillons du 57e RIC rejoignent la zone des armées le 5 juin 1916 et sont détachés à tour de rôle en première ligne auprès d'autres unités.

### 1917
Le 57e RIC quitte la zone des armées le 27 octobre 1916 et part hiverner aux camps de Fréjus. Le régiment est dissous le 1er février 1917, le 66e BTS devenant indépendant.
Le 16 avril 1917, le bataillon est engagé dans l'offensive Nivelle, qui échoue de manière sanglante.
Le 25 juin 1917, le bataillon reçoit la 3e compagnie, le 1er peloton et une partie des hommes de la compagnie de mitrailleuses (CM) du 80e BTS, à la suite de la dissolution de ce dernier[réf. souhaitée].

### 1918
Le 3 mai 1918, le bataillon est attaché au 33e régiment d'infanterie coloniale. Le 28, le 66e BTS devient un des bataillons organiques du 33e RIC privé de son Ier bataillon. Il se distingue lors de la bataille de Château-Thierry en tenant Verdilly face à l'offensive allemande le 30 mai. Le bataillon doit abandonner le village dans la soirée. Mais le bataillon continue de résister jusqu'au 1er juin devant Château-Thierry. Il est relevé le 4 juin.
Le 15 juillet, le 66e BTS tient le bois du Crochet au nord-ouest de Festigny, tenant 10 heures et ne se repliant qu'après la mise hors de combat des trois-quart de son effectif.
Le 31 juillet, le bataillon reçoit des renforts du 83e BTS[réf. souhaitée]. En septembre-octobre, il participe à l'offensive Meuse-Argonne.
Le 5 décembre 1918, le bataillon reçoit des renforts du 83e BTS[réf. souhaitée].

## Décorations
Le bataillon est cité à l'ordre de l'armée le 11 juillet 1918 en même temps que le 33e RIC.